# Llista d'aeroports de Colòmbia

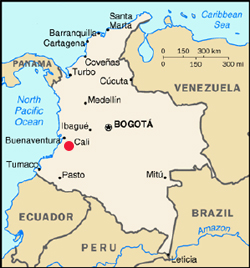
Colòmbia

Llista de aeroports de Colòmbia, agrupats per tipus i ordenats per ubicació.
A data de l'any 2009 són 1201 aeroports dividits segons la seva administració, tipus i ús així:

Aeròdroms: 581

Aerocivil: 70

Privats: 344

Ens Territorials: 167

Comunitaris: 49

## Aeroports
| Nom de l'aeroport                                                     | IATA | ICAO   | Ciutat / ubicació       | Departament              | Coordenades                                                    |
| --------------------------------------------------------------------- | ---- | ------ | ----------------------- | ------------------------ | -------------------------------------------------------------- |
| Aeroports Internacionals (13) (nombre de destinacions internacionals) |      |        |                         |                          |                                                                |
| Aeroport Internacional El Edén (1)                                    | AXM  | SKAR   | Armenia / La Tebaida    | Quindío                  | 04° 27′ 09.99″ N, 75° 45′ 59.21″ O / 4.4527750°N,75.7664472°O  |
| Aeroport Internacional Ernesto Cortissoz (6)                          | BAQ  | SKBQ   | Barranquilla / Soledad  | Atlàntic                 | 10° 53′ 22.52″ N, 74° 46′ 50.95″ O / 10.8895889°N,74.7808194°O |
| Aeroport Internacional El Dorado (31)                                 | BOG  | SKBO   | Bogotà                  | Cundinamarca             | 04° 42′ 05.74″ N, 74° 08′ 49.01″ O / 4.7015944°N,74.1469472°O  |
| Aeroport Internacional Palonegro (1)                                  | BGA  | SKBG   | Bucaramanga / Lebrija   | Santander                | 07° 07′ 35.40″ N, 73° 11′ 05.20″ O / 7.1265000°N,73.1847778°O  |
| Aeroport Internacional Alfonso Bonilla Aragón (8)                     | CLO  | SKCL   | Cali / Palmira          | Valle del Cauca          | 03° 32′ 35.60″ N, 76° 22′ 53.70″ O / 3.5432222°N,76.3815833°O  |
| Aeroport Internacional Rafael Núñez (9)                               | CTG  | SKCG   | Cartagena               | Bolívar                  | 10° 26′ 32.57″ N, 75° 30′ 46.66″ O / 10.4423806°N,75.5129611°O |
| Aeroport Internacional Camilo Daza (2)                                | CUC  | SKCC   | Cúcuta                  | Norte de Santander       | 07° 55′ 39.24″ N, 72° 30′ 41.57″ O / 7.9275667°N,72.5115472°O  |
| Aeroport Internacional Alfredo Vásquez Cobo (1)                       | LET  | SKLT   | Leticia                 | Amazones                 | 04° 11′ 36.78″ S, 69° 56′ 35.39″ O / 4.1935500°S,69.9431639°O  |
| Aeroport Internacional José María Córdova (9)                         | MDE  | SKRG   | Medellín / Rionegro     | Antioquia                | 06° 09′ 52.33″ N, 75° 25′ 23.23″ O / 6.1645361°N,75.4231194°O  |
| Aeroport Internacional Matecaña (2)                                   | PEI  | SKPE   | Pereira                 | Risaralda                | 04° 48′ 45.63″ N, 75° 44′ 22.27″ O / 4.8126750°N,75.7395194°O  |
| Aeroport Almirante Padilla (1)                                        | RCH  | SKRH   | Riohacha                | La Guajira               | 11° 31′ 34.40″ N, 72° 55′ 33.45″ O / 11.5262222°N,72.9259583°O |
| Aeroport Internacional Gustavo Rojas Pinilla (3)                      | ADZ  | SKSP   | San Andrés              | San Andrés y Providencia | 12° 35′ 00.94″ N, 81° 42′ 40.29″ O / 12.5835944°N,81.7111917°O |
| Aeroport Internacional Simón Bolívar (0)                              | SMR  | SKSM   | Santa Marta             | Magdalena                | 11° 07′ 10.74″ N, 74° 13′ 50.33″ O / 11.1196500°N,74.2306472°O |
| Aeroports Nacionals (15) (més de 80.000 passatgers a l'any)           |      |        |                         |                          |                                                                |
| Aeroport Las Brujas                                                   | CZU  | SKCZ   | Sincelejo / Corozal     | Sucre                    | 09° 19′ 57.87″ N, 75° 17′ 8.14″ O / 9.3327417°N,75.2855944°O   |
| Aeroport Antonio Roldán Betancourt                                    | APO  | SKLC   | Apartadó / Carepa       | Antioquia                | 07° 48′ 43.04″ N, 76° 42′ 59.14″ O / 7.8119556°N,76.7164278°O  |
| Aeroport Santiago Pérez                                               | AUC  | SKUC   | Arauca                  | Arauca                   | 07° 04′ 07.97″ N, 70° 44′ 12.93″ O / 7.0688806°N,70.7369250°O  |
| Aeroport Yariguíes                                                    | EJA  | SKEJ   | Barrancabermeja         | Santander                | 07° 43′ 27.59″ N, 76° 41′ 24.48″ O / 7.7243306°N,76.6901333°O  |
| Terminal Pont Aeri                                                    | BOG  | SKBO   | Bogotà                  | Cundinamarca             | 04° 42′ 05.74″ N, 74° 08′ 49.01″ O / 4.7015944°N,74.1469472°O  |
| Aeroport El Alcaraván                                                 | EYP  | SKYP   | Yopal                   | Casanare                 | 05° 19′ 08.81″ N, 72° 23′ 02.31″ O / 5.3191139°N,72.3839750°O  |
| Aeroport Perales                                                      | IBE  | SKIB   | Ibagué                  | Tolima                   | 04° 25′ 17.79″ N, 75° 07′ 59.88″ O / 4.4216083°N,75.1333000°O  |
| Aeroport Jorge Isaacs                                                 | LMA  | SKLM   | Maicao                  | La Guajira               | 11° 13′ 57.10″ N, 72° 29′ 24.50″ O / 11.2325278°N,72.4901389°O |
| Aeroport de La Nubia                                                  | MZL  | SKMZ   | Manizales               | Caldas                   | 05° 01′ 46.55″ N, 75° 27′ 52.95″ O / 5.0295972°N,75.4647083°O  |
| Aeroport Olaya Herrera                                                | EOH  | SKMD   | Medellín                | Antioquia                | 06° 13′ 11.85″ N, 75° 35′ 25.87″ O / 6.2199583°N,75.5905194°O  |
| Aeroport Los Garzones                                                 | MTR  | SKMR   | Montería                | Córdoba                  | 08° 49′ 25.48″ N, 75° 49′ 32.99″ O / 8.8237444°N,75.8258306°O  |
| Aeroport Benito Salas                                                 | NVA  | SKNV   | Neiva                   | Huila                    | 02° 57′ 00.54″ N, 75° 17′ 38.40″ O / 2.9501500°N,75.2940000°O  |
| Aeroport Antonio Nariño                                               | PSO  | SKPS   | Pasto / Chachagüí       | Nariño                   | 01° 23′ 46.49″ N, 77° 17′ 29.32″ O / 1.3962472°N,77.2914778°O  |
| Aeroport Guillermo León Valencia                                      | PPN  | SKPP   | Popayán                 | Cauca                    | 02° 27′ 15.84″ N, 76° 36′ 33.55″ O / 2.4544000°N,76.6093194°O  |
| Aeroport El Caraño                                                    | UIB  | SKUI   | Quibdó                  | Chocó                    | 05° 41′ 26.73″ N, 76° 38′ 28.25″ O / 5.6907583°N,76.6411806°O  |
| Aeroport Alfonso López Pumarejo                                       | VUP  | SKVP   | Valledupar              | Cesar                    | 10° 26′ 06.15″ N, 73° 15′ 58.22″ O / 10.4350417°N,73.2661722°O |
| Aeroport Vanguardia                                                   | VVC  | SKVV   | Villavicencio           | Meta                     | 04° 10′ 04.35″ N, 73° 36′ 49.54″ O / 4.1678750°N,73.6137611°O  |
| Aeroports Nacionals i Regionals amb servei regular (30)               |      |        |                         |                          |                                                                |
| Aeroport Alcides Fernández                                            | ACD  | SKAD   | Acandí                  | Chocó                    | 08° 29′ 53″ N, 77° 16′ 26″ O / 8.49806°N,77.27389°O            |
| Aeroport d'Araracuara                                                 | ACR  | SKAC   | Araracuara              | Caquetá                  | 00° 35′ 03″ S, 72° 23′ 53″ O / 0.58417°S,72.39806°O            |
| Aeroport José Celestino Mutis                                         | BSC  | SKBS   | Bahía Solano            | Chocó                    | 06° 12′ 10.50″ N, 77° 23′ 40.83″ O / 6.2029167°N,77.3946750°O  |
| Aeroport Gerardo Tobar López                                          | BUN  | SKBU   | Buenaventura            | Valle del Cauca          | 03° 49′ 10.66″ N, 76° 59′ 23.16″ O / 3.8196278°N,76.9897667°O  |
| Aeroport Juan H. White                                                | CAQ  | SKCU   | Caucasia                | Antioquia                | 07° 58′ 06.49″ N, 75° 11′ 54.46″ O / 7.9684694°N,75.1984611°O  |
| Aeroport de Capurganá                                                 | CPB  | SKCA   | Capurganá               | Chocó                    | 08° 37′ 51″ N, 77° 20′ 05″ O / 8.63083°N,77.33472°O            |
| Aeroport Mandinga                                                     | COG  | SKCD   | Condoto                 | Chocó                    | 05° 04′ 18″ N, 76° 40′ 35″ O / 5.07167°N,76.67639°O            |
| Aeroport El Tomin                                                     | EBG  | SKEB   | El Bagre                | Antioquia                | 07° 35′ 47.29″ N, 74° 48′ 32.19″ O / 7.5964694°N,74.8089417°O  |
| Aeroport Gustavo Artunduaga                                           | FLA  | SKFL   | Florencia               | Caquetá                  | 01° 35′ 21.08″ N, 75° 33′ 51.74″ O / 1.5891889°N,75.5643722°O  |
| Aeroport Santiago Vila                                                | GIR  | SKGI   | Girardot / Flandes      | Cundinamarca / Tolima    | 04° 16′ 34″ N, 74° 47′ 45″ O / 4.27611°N,74.79583°O            |
| Aeroport Juan Casiano                                                 | GPI  | SKGP   | Guapi                   | Cauca                    | 02° 34′ 12.48″ N, 77° 53′ 54.96″ O / 2.5701333°N,77.8986000°O  |
| Aeroport San Luis                                                     | IPI  | SKIP   | Ipiales / Aldana        | Nariño                   | 00° 51′ 42.93″ N, 77° 40′ 18.35″ O / 0.8619250°N,77.6717639°O  |
| Aeroport de La Chorrera                                               | LCR  |        | La Chorrera             | Amazones                 | 00° 43′ 58″ S, 73° 01′ 01″ O / 0.73278°S,73.01694°O            |
| Aeroport de La Macarena                                               | LMC  |        | La Macarena             | Meta                     | 03° 19′ 01″ S, 73° 54′ 00″ O / 3.31694°S,73.90000°O            |
| Aeroport Fabio Alberto León Bentley                                   | MVP  | SKMU   | Mitú                    | Vaupés                   | 01° 15′ 13.19″ N, 70° 14′ 01.96″ O / 1.2536639°N,70.2338778°O  |
| Aeroport Reyes Murillo                                                | NQU  | SKNQ   | Nuquí                   | Chocó                    | 05° 42′ 00″ N, 77° 15′ 10″ O / 5.70000°N,77.25278°O            |
| Aeroport Aguas Claras                                                 | OCV  | SKOC   | Ocaña                   | Norte de Santander       | 05° 45′ 52.35″ N, 73° 06′ 19.55″ O / 5.7645417°N,73.1054306°O  |
| Aeroport Puerto Bolívar                                               | URA  | SKPB   | Puerto Bolívar / Uribia | La Guajira               | 12° 13′ 17.34″ N, 71° 59′ 05.34″ O / 12.2214833°N,71.9848167°O |
| Aeroport El Embrujo                                                   | PVA  | SKPV   | Providencia             | San Andrés y Providencia | 13° 21′ 25″ N, 81° 21′ 29.99″ O / 13.35694°N,81.3583306°O      |
| Aeroport Tres de Mayo                                                 | PUU  | SKAS   | Puerto Asís             | Putumayo                 | 00° 30′ 18.82″ N, 76° 30′ 03.01″ O / 0.5052278°N,76.5008361°O  |
| Aeroport César Gaviria Trujillo                                       | PDA  | SKPD   | Puerto Inírida          | Guainía                  | 03° 51′ 13″ N, 67° 54′ 22″ O / 3.85361°N,67.90611°O            |
| Aeroport Germán Olano                                                 | PCR  | SKPC   | Puerto Carreño          | Vichada                  | 06° 11′ 04.98″ N, 67° 29′ 35.39″ O / 6.1847167°N,67.4931639°O  |
| Aeroport Caucaya                                                      | LQM  | SKLG   | Puerto Leguízamo        | Putumayo                 | 00° 10′ 56.20″ S, 74° 46′ 14.80″ O / 0.1822778°S,74.7707778°O  |
| Aeroport d'Otú                                                        | OTU  | SKOT   | Remedios                | Antioquia                | 07° 00′ 37.33″ N, 74° 42′ 55.79″ O / 7.0103694°N,74.7154972°O  |
| Aeroport Jorge Enrique González                                       | SJE  | SKSJ   | San José del Guaviare   | Guaviare                 | 02° 34′ 48″ N, 72° 38′ 22″ O / 2.58000°N,72.63944°O            |
| Aeroport Eduardo Falla Solano                                         | SVI  | SKSV   | San Vicente del Caguán  | Caquetá                  | 02° 09′ 07.83″ N, 74° 45′ 58.86″ O / 2.1521750°N,74.7663500°O  |
| Aeroport Los Colonizadores                                            | RVE  | SKSA   | Saravena                | Arauca                   | 06° 57′ 17″ N, 71° 51′ 37″ O / 6.95472°N,71.86028°O            |
| Aeroport Gabriel Vargas Santos                                        | TME  | SKTM   | Tame                    | Arauca                   | 06° 27′ 04″ N, 71° 44′ 37″ O / 6.45111°N,71.74361°O            |
| Aeroport Golfo de Morrosquillo                                        | TLU  | SKTL   | Tolú                    | Sucre                    | 09° 30′ N, 75° 35′ O / 9.500°N,75.583°O                        |
| Aeroport La Florida                                                   | TCO  | SKCO   | Tumaco                  | Nariño                   | 01° 48′ 51″ N, 78° 44′ 58″ O / 1.81417°N,78.74944°O            |
| Aeroports Regionals sense servei regular de passatgers                |      |        |                         |                          |                                                                |
| Aeroport La Arrobleda                                                 | CTO  | SK-138 | Caloto                  | Cauca                    | 03° 06′ 15″ N, 76° 26′ 00″ O / 3.10417°N,76.43333°O            |
| Aeroport Santa Ana                                                    | CRC  | SKGO   | Cartago                 | Valle del Cauca          | 04° 45′ 29.45″ N, 75° 57′ 20.71″ O / 4.7581806°N,75.9557528°O  |
| Aeroport Jaime Ortís Betancur                                         | IGO  | SKIG   | Chigorodó               | Antioquia                | 07° 40′ 38″ N, 76° 40′ 59″ O / 7.67722°N,76.68306°O            |
| Aeroport Cravo Norte                                                  | RAV  | SKCN   | Cravo Norte             | Arauca                   | 06° 19′ 00.64″ N, 70° 12′ 38.57″ O / 6.3168444°N,70.2107139°O  |
| Aeroport Guaymaral                                                    | GYM  | SKGY   | Bogotà / Chía           | Cundinamarca             | 04° 48′ 44.40″ N, 74° 03′ 53.71″ O / 4.8123333°N,74.0649194°O  |
| Aeroport El Triunfo                                                   |      | SK-415 | Puerto Triunfo          | Antioquia                | 04° 52′ N, 74° 48′ O / 4.867°N,74.800°O                        |
| Aeroport La Majayura                                                  | MCJ  | SKAO   | Maicao                  | La Guajira               | 11° 23′ 24″ N, 72° 14′ 20″ O / 11.39000°N,72.23889°O           |
| Aeroport del Café                                                     |      |        | Manizales / Palestina   | Caldas                   | 05° 01′ 21″ N, 75° 36′ 55″ O / 5.02250°N,75.61528°O            |
| Aeroport Mariquita                                                    | MQU  | SKQU   | Mariquita               | Tolima                   | 05° 12′ 45.20″ N, 74° 53′ 01.13″ O / 5.2125556°N,74.8836472°O  |
| Aeroport de Necoclí                                                   | NCI  | SKNC   | Necoclí                 | Antioquia                | 08° 27′ 11.57″ N, 76° 46′ 43.62″ O / 8.4532139°N,76.7787833°O  |
| Aeroport Juan José Rondón                                             | PYA  | SKPA   | Paipa                   | Boyacá                   | 08° 18′ 54.22″ N, 73° 21′ 29.99″ O / 8.3150611°N,73.3583306°O  |
| Aeroport Cumaribo                                                     | PCE  |        | Puerto Carreño          | Vichada                  | 04° 26′ 47″ N, 69° 46′ 53″ O / 4.44639°N,69.78139°O            |
| Aeroport Morelia                                                      |      | SKPG   | Puerto Gaitán           | Meta                     | 04° 18′ 16″ N, 72° 05′ 04″ O / 4.30444°N,72.08444°O            |
| Aeroport Los Pozos                                                    | SGL  | SKSG   | San Gil                 | Santander                | 06° 35′ 25″ N, 73° 07′ 44″ O / 6.59028°N,73.12889°O            |
| Aeroport San Pedro de Urabá                                           | NPD  | SK-021 | San Pedro de Urabá      | Antioquia                | 04° 40′ 19″ N, 76° 46′ 39″ O / 4.67194°N,76.77750°O            |
| Aeroport Alberto Lleras Camargo                                       | SOX  | SKSO   | Sogamoso                | Boyacá                   | 05° 40′ 38.35″ N, 72° 58′ 13.06″ O / 5.6773194°N,72.9702944°O  |
| Aeroport de Tunja (Tancat)                                            |      | SKTJ   | Tunja                   | Boyacá                   | 05° 32′ 28.98″ N, 73° 20′ 40.18″ O / 5.5413833°N,73.3444944°O  |
| Aeroport Heriberto Gil Martínez                                       | ULQ  | SKUL   | Tuluá                   | Valle del Cauca          | 04° 05′ 18.09″ N, 76° 14′ 06.48″ O / 4.0883583°N,76.2351333°O  |
| Aeroport Gonzalo Mejía                                                | TRB  | SKTU   | Turbo                   | Antioquia                | 08° 04′ 28″ N, 76° 44′ 28″ O / 8.07444°N,76.74111°O            |
| Aeroport de Villa Garzón                                              | VGZ  | SKVG   | Villa Garzón            | Putumayo                 | 00° 58′ 43.56″ N, 76° 36′ 20.01″ O / 0.9787667°N,76.6055583°O  |
| Aeroport Contador                                                     | PTX  | SKPI   | Pitalito                | Huila                    | 01° 51′ 28″ N, 76° 05′ 09″ O / 1.85778°N,76.08583°O            |
| Aeroports militars (5)                                                |      |        |                         |                          |                                                                |
| Aeroport Militar de Catam                                             | BOG  |        | Bogotà                  | Cundinamarca             |                                                                |
| Base Aèria de Madrid                                                  |      | SKMA   | Madrid                  | Cundinamarca             | 04° 43′ 40.08″ N, 74° 16′ 31.38″ O / 4.7278000°N,74.2753833°O  |
| Base Aèria de Marandúa                                                | MQZ  | SKUA   | Marandúa                | Guaviare                 | 05° 31′ 28.14″ N, 68° 41′ 08.16″ O / 5.5244833°N,68.6856000°O  |
| Base Aèria Germán Olano                                               | PAL  | SKPQ   | Palanquero              | Cundinamarca             | 05° 29′ 01.00″ N, 74° 39′ 26.50″ O / 5.4836111°N,74.6573611°O  |
| Base Aèria de Tres Esquinas                                           | TQS  | SKTQ   | Tres Esquinas           | Caquetá                  | 00° 44′ 45.24″ N, 75° 14′ 02.49″ O / 0.7459000°N,75.2340250°O  |
| Base Aèria de Tolemaida                                               |      |        | Melgar                  | Tolima                   |                                                                |